# أحمد المقاطي العتيبي
هو الشيخ العلامة أحمد بن حسن بن رشيد الحنبلي المقاطي العتيبي. هو من الهوارنة من المقطة من قبيلة عتيبة الهوزانية، ولد في الأحساء عام 1177هـ.

## مولده
هو أحمد بن حسن بن رشيد بن مثيني الزحاحفة المقاطي العتيبي، من الهوارنة من قبيلة عتيبة. كان مولد الشيخ بالأحساء عام 1177 للهجرة بحي العتبان بمدينة المبرز.

## علمه
تلقى تعليمه في صغره بعد أن توفي والداه عند العلامة محمد بن فيروز التميمي النجدي الحنبلي بالمبرز على المذهب الحنبلي، قال صاحب " السحب الوابلة" رباه الشيخ محمد بن فيروز تربية بدنية وعلمية، فأقرأه في أنواع العلوم النقلية والعقلية، فبرع في الكل؛ لما له من وفور الذكاء والفهم وشدة الحرص والاجتهاد، ففاق رفقاءه، حتى أن منهم من تتلمذ له بإشارة شيخه" 
وفي عام 1206 للهجرة فتحت جيوش الدولة السعودية الأحساء، انتقل منها العلامة محمد بن فيروز وتلاميذه إلى العراق، استأذن الشيخ أحمد شيخه في المجاورة في الحرمين الشريفين؛ فأذن له.
وقبل مفارقة شيخه أوصاه العلامة محمد بن فيروز– كما يقول ابن حميد – " بوصايا، منها قوله:
احــذر تُصـَـب بعــارض
مـن مــحقِ أهــل الــعارض " !
يقصد أهل الدعوة السلفية (والعارض إقليم بنجد.
إلا أن هذا التحذير لم يمنع الشيخ أحمد من التعرف على مبادئ الدعوة السلفية عندما دخلت مكة والمدينة في حكمها فدخل بها.

## حياته العلمية
بعد أن اذن له شيخه توجه إلى المدينة المنورة فأصبح بعد مدة قاض لها، وبعد أن أصبحت المدينة المنورة جزءا من الدولة السعودية الأولى نقله الامام سعود الكبير بن عبد العزيز آل سعود وجعله قاض لالدرعية حتى سقوطها عام 1234 للهجرة واعتقله إبراهيم باشا فعذبه تعذيبا شديدا إلا أن والي مصر محمد علي باشا تراجع عن تعذيبه وذلك لشهرته بالعلم والعقل فأرسل يطلبه فوصل إليه في مصر وأكرمه ورتب له رواتب جزيلة وأعطاه جواري حسانا وجمع بينه وبين علماء مصر فتناظروا فثبت ثباتا عظيما وعز في عين الباشا وعرف العلماء فضله وأثنوا عليه فجعله الباشا شيخ المذهب الحنبلي وهو عبارة عن المفتي وأمره أن يقرئ بعض أولاده ومماليكه في القلعة فصار يقرئ في القلعة وفي بيته ويدرس في الأزهر ويحضر عنده جمع وإنفرد بمذهب الإمام أحمد فصار يرحل إليه للأخذ عنه ويرسل إليه من الأمكان لفتاوي ولطلب الإجازة وكان نقش خاتمه هذا البيت:
أنا حنبلي ما حييت وإن مت فوصيتي للناس أن يتحنبلوا

## أقوال العلماء
-يقول ابن حميد في «السحب الوابلة على ضرائح الحنابلة» واصفا حال الشيخ مع آل سعود: «فما أمكن الشيخ إلا المصانعة معهم، والمداراة لهم، والمداهنة خوفًا منهم، ورجاء نفع الناس عندهم بجاهه، فأقرأ كتبهم، وقام معهم؛ فبجّلوه ورأَسوه؛ لاحتياجهم الشديد إلى مثله، لتقدمه في العلوم، ومعرفته بمذهب الإمام أحمد..».
- اما الشيخ محمد بن حميد قد ترجم للشيخ وقد وقع بعض الأخطاء منه في هذه الترجمة فهذه بعض انتقادات المشائخ وفيها تصحيح لترجمة الشيخ تعالى موجودة في كتبهم:

1(فقال الشيخ سليمان بن حمدان – – في ترجمة أحمد بن رشيد تعليقًا على ماذكره ابن حميد:
"هذا بعض ماذكره صاحب السبل الوابلة في ترجمته.. ولا شك أن هذا تحامل من المترجِم، وإلا فصاحب الترجمة قد تبين له صحة دعوة الشيخ، ولذا لم يُجب الباشا إلى طلبه، ولو كان كما ذكر عنه، أنه أظهر الموافقة ظاهرًا، وهو بضد ذلك، لكان يجيبه إلى طلبه، ويكون ذلك أحب ما إليه، ولترك مصانعة الإمام سعود ومن معه، ومداراتهم، ومداهنتهم، كما زعم؛ لأنه لا حاجة تدعو إلى ذلك، وهذا لا يُظن بصاحب الترجمة، بل قد شرح الله صدره للحق، ووافق ظاهرًا وباطنًا، فلهذا ناله ماناله من الأذى في الله، ف ورضي عنه
2(وقال الدكتور عبد الرحمن بن عثيمين في تعليقه على السحب الوابلة: " قال ابن بشر: وكان الشيخ العالم القاضي أحمد بن رشيد الحنبلي، صاحب المدينة، في الدرعية عند عبد الله، فأمر عليه الباشا، وعُزر بالضرب، وقلعوا جميع أسنانه "، فهل يُعقل بعد هذا أن يبقى مُصانعًا؟! ".
3(قال الشيخ عبد الله البسام في ترجمته: «ولما استولى الإمام سعود بن عبد العزيز على المدينة، والشيخ المذكور فيها، فأكرمه الإمام سعود، كعادته في إكرام العلماء، وعينه قاضيًا فيها، فباشر قضاءها بعفة ونزاهة وقوة، وأخذ يُدرس العامة كتب ورسائل الشيخ محمد بن عبد الوهاب، ويشرح لهم منها خالص التوحيد، ويُبين لهم عقيدة السلف، وصار له دور كبير في ذلك، حيث كان يُناظر المخالفين ويرد عليهم».

## من تلاميذ الشيخ أحمد بن رشيد الحنبلي
الشيخ العلامة عبد الرحمن بن حسن آل الشيخ المولود سنة 1225 للهجرة بالدرعية والذي اكمل تعليمه عند الشيخ بمصر.

## وفاته
توفي وقد ناهز الثمانين أو جاوزها وهو ممتع بحواسه ما عدا ثقلا قليلا في سمعه سنة 1257 هـ في مصر ودفن فيها ولم يعقب.